# Ibapah Peak
Ibapah Peak es una cumbre de 3684 m en el condado de Juab, Utah, Estados Unidos. Es el punto más alto de la gama Deep Creek y se encuentra a menos de 8 km al este de la frontera entre Utah y Nevada, y aproximadamente a 16 km al noroeste de la ciudad de Trout Creek, Utah. Con una prominencia topográfica de 1599 m es la quinta cumbre más prominente en Utah.